# Будинок відпочинку «40 лєт Октября»
Будинок відпочинку «40 лєт Октября» (рос. Дом отдыха «40 лет Октября») — селище у Суровікінському районі Волгоградської області Російської Федерації.
Населення становить 10 осіб. Входить до складу муніципального утворення Нижньочирське сільське поселення.

## Історія
Селище розташоване у межах українського історичного та культурного регіону Жовтий Клин.
Згідно із законом від 21 грудня 2004 року № 971-ОД органом місцевого самоврядування є Нижньочирське сільське поселення.

## Населення
| 2010 |
| ---- |
| 10   |